# Armata automatyczna

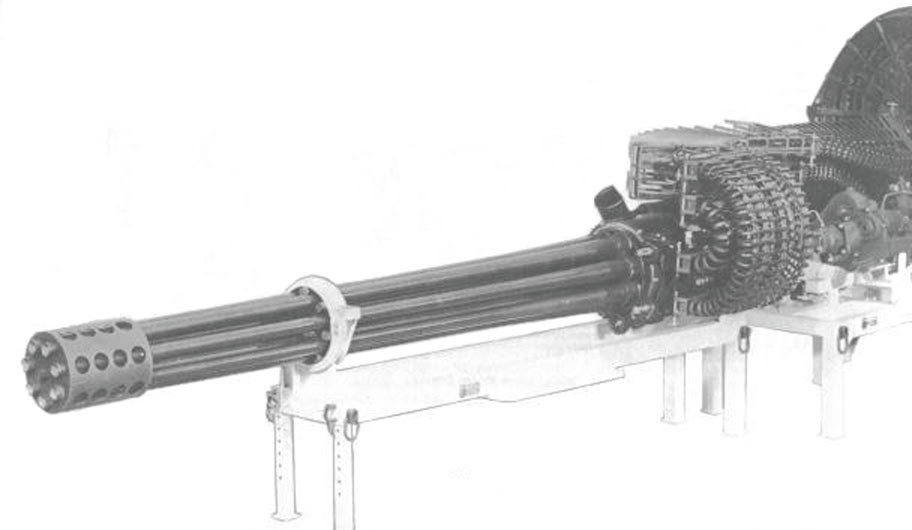
GAU-8/A Avenger, napędowa armata automatyczna kalibru 30 mm.

Armata automatyczna – armata, w której czynności związane z przeładowaniem są wykonywane kosztem energii gazów prochowych lub dzięki wykorzystaniu energii z zewnętrznego silnika. 
Armaty automatyczne są stosowane w artylerii przeciwlotniczej, morskiej, a także jako uzbrojenie samolotów i śmigłowców, oraz pojazdów bojowych.